# Эль-Каламун (Египет)
Эль-Каламун (араб. القلمون‎) — деревня в Египте, расположенная в оазисе Дахла в мухафазе Вади-эль-Гедид.

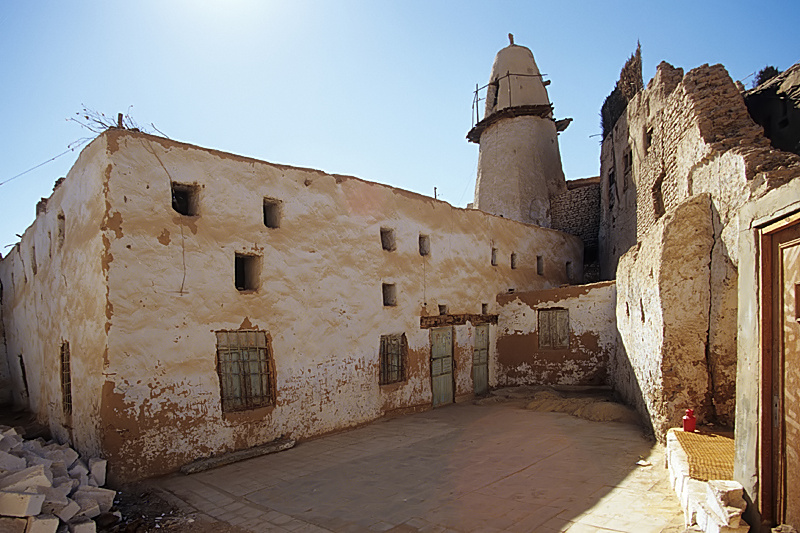
Старая мечеть в Эль-Каламуне

В XIX веке Эль-Каламун был частью округа Мут провинции Асьют. В деревне имелся религиозный суд — махкама, который решал споры и юридические вопросы.
Согласно проведённой в 1897 году переписи населения, в Эль-Каламуне и относящихся к нему поселениях проживало 1 704 человека, 1 447 из которых проживали в самой деревне.